# José Guerra Lozano
José Guerra Lozano (Còrdova, 28 de desembre de 1880 - 19 d'agost de 1936) va ser un polític espanyol, perit agrícola, al començament de la Guerra Civil espanyola era president de la Diputació Provincial de Còrdova. Capturat pels revoltats, va ser afusellat pocs dies després.
Va ser regidor de l'ajuntament de Còrdova pel Partit Republicà Radical, per passar a ser el 1931 el primer president de la Diputació Provincial de Còrdova de la Segona República. En el seu primer mandat va racionalitzar les comunicacions provincials, dissenyant les primeres carreteres a la Sierra i va millorar el funcionament de l'Hospital Provincial. El febrer de 1936 fou novament escollit regidor per Izquierda Republicana.
El 18 de juliol de 1936, va intentar resistir al costat d'uns altres, entre els quals es trobaven l'alcalde Manuel Sánchez Badajoz i els diputats socialistes Vicente Martín Romera i Manuel Castro Molina, a la mateixa seu del Govern Civil. No obstant això, els revoltats van poder reduir amb relativa facilitat la seva resistència, i fou detingut.
El metge encarregat de certificar les morts després dels afusellaments, era amic personal, per la qual cosa li va proposar un pla per fugir a Madrid, però Guerra es va negar al·legant que no havia fet res dolent per haver de fugir de la legalitat. Finalment, va ser traslladat al lloc de l'afusellament en el vehicle del metge el 19 d'agost de 1936.